# Žeđ
Žeđ je fiziološka potreba kod čoveka i drugih živih bića, kao što su npr. životinje i biljke. Osećaj suvoće u ustima i grlu povezan sa željom za tečnostima. Žeđ je takođe telesno stanje, kao i dehidracija koje izaziva taj isti osećaj/želju ili potrebu za pićem. Žeđ je žudnja za pitkom tečnošću, što rezultira osnovnim instinktom životinja da piju. To je esencijalni mehanizam koji učestvuje u balansu fluida. Javlja se usled nedostatka fluida ili povećanja koncentracije pojedinih osmolita, kao što su soli. Ako zaprenina vode u telu padne ispod izvesnog praga ili koncentracija osmolita postane previsoka, mozak signalizira žeđ.

## Literatura
- „Scientists Identify Thirst-Controlling Neurons”. National Institutes of Health (NIH). Архивирано из оригинала 06. 06. 2023. г. Приступљено 11. 2. 2016.